# قناة محية
تكون القناة المحية في جنين الإنسان المعروفة أيضًا باسم القناة السرية المساريقية، عبارة عن أنبوب ضيق طويل يربط بين الكيس المحي ولمعة المعي المتوسط في الجنين المتطور. وتظهر تلك القناة مع نهاية الأسبوع الرابع، عندما يسبق الكيس المحي ظهور حويصلة صغيرة كمثرية الشكل (الحويصلة السرية).

## الطمس
بصورة عامة، تنطمس القناة تمامًا (تضيق ثم تختفي) في أثناء الأسبوع الخامس إلى السادس من العمر الإخصابي (الأسبوع التاسع من العمر الحملي)، لكن الفشل في إنهاء تلك القناة يسمى الناسور المُحي. وهذا الأمر يؤدي إلى إفراز العقي من السرة. ويظهر في اثنين في المائة من الأجنة نوع من الناسور المحي يتميز باستمرار وجود الجزء الداني من القناة المحية في هيئة رتج يبرز من الأمعاء الدقيقة يسمى رتج ميكل، ويعلو هذا الرتج فوق الصمام اللفائفي الأعوري بمقدار قدمين، ويمكن أن يتصل بالحبل الليفي من خلال الجدار البطني عند السرة.

## المشيمة
يمكن رؤية الحويصلة في المشيمة كجسم صغير بيضاوي الشكل تقريبًا، يتراوح قطره ما بين 1مم إلى 5مم. وتقع الحويصلة بين السلي والمشيماء وقد يستقر على المشيمة أو على مسافة مختلفة منها.
قد يظهر في بعض الأحيان تضيقًا في اللمعة في اللفائفي في مقابل موضع الاتصال بالقناة.

## مقوي الذاكرة
يستخدم مقوي الذاكرة في استرجاع تفاصيل رتج ميكيل كما يلي: "2 قدم طولاً، 2 قدم من الصمام اللفائفي الأعور، يكثر بمقدار الضعف في الذكور عن الإناث، 2% من المواليد، 2% عرضي، نوعين من نسيج منتبذ: معدي وبنكرياسي."

## صور إضافية

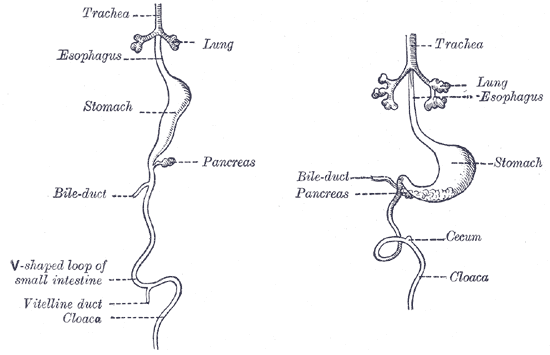
مشهد أمامي لمرحلتين متتاليتين في تطور الأنبوب الهضمي.